# Manual para mi hijo
Manual para mi hijo o Manual para la formación de mi hijo (también conocido por su título en latín Liber manualis Dhuodane quem ad filium suum transmisit Wilhelmum) es el nombre de una obra de la dama carolingia Dhuoda escrita entre el 30 de noviembre de 841 y el 2 de febrero de 843, según el testimonio de la misma autora. Se trata de un speculum u obra que muestra un retrato moral ideal a seguir por los hijos de Dhuoda, esto aun cuando esta expresión speculum no se encuentra en la literatura con ese nombre hasta el siglo XII.
Dhuoda lo escribe para su hijo, Guillermo de Septimania, separado de ella muy tempranamente para estar en la corte con su padre. El texto sigue los patrones normales de los manuales del tiempo aunque a menudo inserta consideraciones, valoraciones e interpelaciones personales que muestran la añoranza y preocupación más maternales que didácticas de la autora:

Cernens plurimas cum suis in saeculo gaudere proles, et me Dhuodanam, o fili Wilhelme, a te elongatam conspiciens procul, ob id quasi anxia et utilitatis desiderio plena, hoc opusculum ex nomine meo scriptum in tuam specietenus formam legendi dirigo
La mayor parte de las mujeres de este mundo tienen la alegría de vivir junto con sus hijos, mientras yo, Dhuoda, me encuentro lejos de ti, oh hijo mío Guillermo; angustiada y deseosa de serte útil, te envío este manual, que mandé transcribir, para que tú lo leas y encuentres en él un modelo para tu formación.

De hecho, Dhuoda juega al inicio con la etimología de la palabra manualis para hacer ver también que viene de «su mano»:

Quod volo ut cum ex manu mea tibi fuerit directus, in manu tua libenter facias amplecti eum opus, et tenens, voluens legensque stude opere compleri dignissime
Esta obra, cuando llegue a ti enviada por mi mano, yo quiero que la tomes en tu mano con amor; manteniéndola, hojeándola y leyéndola, busca de hacerla viva en tus obras lo más dignamente posible.

Las constantes protestas de humildad de la autora se compensan con el también constante recuerdo de la auctoritas que esta tiene como madre.
Estos elementos y el hecho de que sea una mujer la que lo elabora aumentan considerablemente la singularidad y utilidad de la obra, no solo en cuanto a aspectos de tipo literario o de reconstrucción de la vida religiosa y de la enseñanza del período sino también desde el punto de vista filológico, para conocer la evolución de la lengua latina en el turbulento periodo posterior a Carlomagno.
Según la misma Dhuoda, el manual está dividido en tres partes: una regla, un modelo y un manual.
El libro subraya el valor de las relaciones de parentesco –fundamentales en la Edad Media–, especialmente de la paternidad y de la fidelidad. Pero a los elementos externos como son la religión vivida con fidelidad, los dones del Espíritu Santo, las bienaventuranzas, los sacramentos y la observancia de los mandamientos, añade la ascesis interna constante que permita al joven el adquirir virtudes como la humildad, la misericordia y el dominio de sí, así como tratar, en la medida de lo posible, de mantener la virginidad. En conjunto, el ideal propuesto por Dhuoda parece más monástico que aristocrático, viendo la vida cortesana como un lugar donde ejercitar la virtud y no tanto como espacio para escalar lugares en la consideración del rey.
Es constante y numeroso el empleo de citas de la Biblia y de los Padres de la Iglesia, no siempre de manera textual, pero sí demostrando familiaridad con el texto.